# 木村英智
木村英智（きむら ひでとも、1972年 - ）は、アートアクアリウムアーティスト。他にもデザイナー、プロデューサー、代表取締役などマルチに活躍している。東京都生まれ。

## アートアクアリウム
アートとアクアリウムを融合させた展示物。変わった形の水槽いっぱいに色鮮やかな金魚が泳ぎ、幻想的なライトアップがされている。

### 問題点
金魚の密度や管理の問題などにより病気の金魚が多数居るという問題も起きているなどSNSで指摘された。その問題に対し公式では、適切に管理し、病気の金魚も治療していると回答している。

## 映画
- ラブ×ドック（2018年） - アートアクアリウム担当